# Hiperkula
Hiperkula – zwyczajowa nazwa uogólnienia kuli w {\displaystyle n}-wymiarowych przestrzeniach kartezjańskich {\displaystyle \mathbb {R} ^{n}.} Tak więc hiperkulą może być nazwane zarówno dwuwymiarowe koło, jak i trój-, cztero- lub pięciowymiarowa kula; jednak pojęcia tego używa się najczęściej dla cztero- lub więcej wymiarowych kul.

## Wygląd hiperkuli

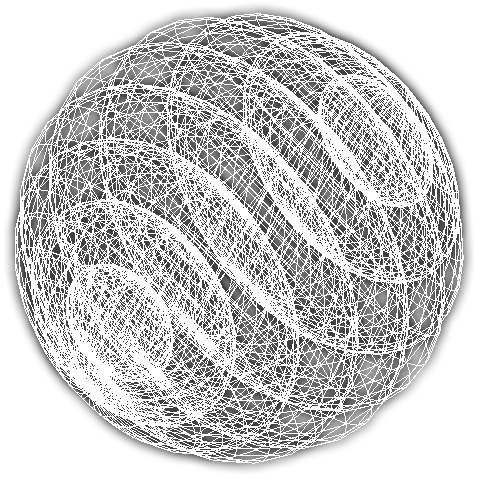
Rzut na płaszczyznę siatki pokrywającej hiperkulę czterowymiarową

Wyobrażenie sobie wielowymiarowej (cztero-, pięcio-, lub więcej) hiperkuli jest trudne dla człowieka, ponieważ przestrzeń z czterema lub większą liczbą wymiarów leży poza granicami ludzkiej, trójwymiarowej percepcji. Można narysować rzut hiperkuli na płaszczyznę, lub ewentualnie skonstruować rzut na przestrzeń trójwymiarową – dostajemy jednak wówczas odpowiednio zwykłe koło i zwykłą kulę. Można też pokryć powierzchnię hiperkuli siatką (odpowiadającą siatce równoleżników i południków na kuli) i narysować jej rzut. Uzyskujemy wówczas rysunek taki jak obok.
W przypadku przekrojenia hiperkuli, w miejscu przecięcia zobaczymy kulę (analogicznie do przekrojenia kuli, gdy w miejscu przecięcia widzimy koło).

## Definicja formalna
Hiperkulą o środku w punkcie {\displaystyle S=(s_{1},\dots ,s_{n})} i promieniu długości {\displaystyle r} nazywamy zbiór punktów przestrzeni {\displaystyle \mathbb {R} ^{n}} spełniających nierówność
{\displaystyle (x_{1}-s_{1})^{2}+(x_{2}-s_{2})^{2}+\ldots +(x_{n}-s_{n})^{2}\leqslant r^{2}.}
Brzegiem hiperkuli jest zbiór punktów przestrzeni {\displaystyle \mathbb {R} ^{n}} spełniających równanie
{\displaystyle (x_{1}-s_{1})^{2}+(x_{2}-s_{2})^{2}+\ldots +(x_{n}-s_{n})^{2}=r^{2}.}
Zbiór ten nazywamy hipersferą. Hipersfera będąca brzegiem kuli {\displaystyle n}-wymiarowej jest obiektem {\displaystyle (n-1)}-wymiarowym, podobnie jak brzeg dwuwymiarowego koła jest obiektem jednowymiarowym – krzywą zwaną okręgiem.

## Wzory

### Wzór jawny
{\displaystyle n}-wymiarową objętość {\displaystyle n}-wymiarowej hiperkuli o promieniu {\displaystyle r} można obliczyć ze wzoru:
{\displaystyle V_{n}={\frac {\pi ^{\frac {n}{2}}}{\Gamma ({\frac {n}{2}}+1)}}\cdot r^{n}={\begin{cases}\displaystyle {\frac {\pi ^{k}}{k!}}\cdot r^{n}&{\text{dla }}n=2k,\\[2ex]\displaystyle {\frac {2^{k}\pi ^{k-1}}{n!!}}\cdot r^{n}&{\text{dla }}n=2k-1,\end{cases}}}
gdzie {\displaystyle \Gamma } oznacza funkcję gamma, {\displaystyle \pi } to stała matematyczna wynosząca {\displaystyle \pi \approx 3{,}141593,} zaś symbol {\displaystyle n!!} oznacza silnię podwójną. Wraz ze wzrostem liczby wymiarów, hiperkula wypełnia coraz mniejszą część hipersześcianu, w który jest wpisana. Stosunek ich objętości maleje do zera, gdy {\displaystyle n} dąży do nieskończoności.
{\displaystyle (n-1)}-wymiarowa powierzchnia hiperkuli jest związana prostym wzorem z jej objętością:
{\displaystyle S_{n}={\frac {nV_{n}}{r}}.}

### Wzór rekurencyjny
{\displaystyle n}-wymiarową objętość {\displaystyle n}-wymiarowej hiperkuli można policzyć, całkując odpowiednio {\displaystyle (n-1)}-wymiarową hiperkulę, przy czym 0-wymiarowa hiperkula jest punktem o objętości równej 1, co jest warunkiem brzegowym tego wzoru.
{\displaystyle V_{n}(r)={\begin{cases}\displaystyle 1&{\text{dla }}n=0,\\[2ex]\displaystyle \int \limits _{-r}^{r}\,V_{n-1}({\sqrt {r^{2}-x^{2}}})dx&{\text{dla }}n>0.\end{cases}}}
Z uwagi na symetryczność funkcji {\displaystyle {\sqrt {r^{2}-x^{2}}}}, powyższy wzór dla przypadku rekurencyjnego można przedstawić w następującej postaci:
{\displaystyle V_{n}(r)=2\int \limits _{0}^{r}\,V_{n-1}({\sqrt {r^{2}-x^{2}}})dx\quad dla\;n>0.}
Dla kolejnych {\displaystyle n}-wymiarowych hiperkul objętość wynosi:
| n                       | Wzór na uogólnioną objętość (Vn):                                                                        |
| ----------------------- | --- |
| {\displaystyle 0}       | {\displaystyle V_{0}=1}                                                                                  |
| {\displaystyle 1}       | {\displaystyle V_{1}=2\cdot r}                                                                           |
| {\displaystyle 2}       | {\displaystyle V_{2}=\pi \cdot r^{2}\simeq 3{,}14159265\cdot r^{2}}                                      |
| {\displaystyle 3}       | {\displaystyle V_{3}={\frac {4}{3}}\pi \cdot r^{3}\simeq 4{,}1887902\ \cdot r^{3}}                       |
| {\displaystyle 4}       | {\displaystyle V_{4}={\frac {\pi ^{2}}{2}}\ \cdot r^{4}\simeq 4{,}9348022\cdot r^{4}}                    |
| {\displaystyle 5}       | {\displaystyle V_{5}={\frac {8\cdot \pi ^{2}}{15}}\cdot r^{5}\simeq 5{,}263789\cdot r^{5}}               |
| {\displaystyle 6}       | {\displaystyle V_{6}={\frac {\pi ^{3}}{6}}\cdot r^{6}\simeq 5{,}1677128\cdot r^{6}}                      |
| {\displaystyle 7}       | {\displaystyle V_{7}={\frac {16\cdot \pi ^{3}}{105}}\cdot r^{7}\simeq 4{,}724766\cdot r^{7}}             |
| {\displaystyle 8}       | {\displaystyle V_{8}={\frac {\pi ^{4}}{24}}\cdot r^{8}\simeq 4{,}0587121\cdot r^{8}}                     |
| {\displaystyle 9}       | {\displaystyle V_{9}={\frac {32\cdot \pi ^{4}}{945}}\cdot r^{9}\simeq 3{,}2985089\cdot r^{9}}            |
| {\displaystyle 10}      | {\displaystyle V_{10}={\frac {\pi ^{5}}{120}}\cdot r^{10}\simeq 2{,}550164\cdot r^{10}}                  |
| {\displaystyle 11}      | {\displaystyle V_{11}={\frac {64\cdot \pi ^{5}}{10395}}\cdot r^{11}\simeq 1{,}8841039\cdot r^{11}}       |
| {\displaystyle 12}      | {\displaystyle V_{12}={\frac {\pi ^{6}}{720}}\cdot r^{12}\simeq 1{,}3352628\cdot r^{12}}                 |
| {\displaystyle 13}      | {\displaystyle V_{13}={\frac {128\cdot \pi ^{6}}{135135}}\cdot r^{13}\simeq 0{,}9106288\cdot r^{13}}     |
| {\displaystyle 14}      | {\displaystyle V_{14}={\frac {\pi ^{7}}{5040}}\cdot r^{14}\simeq 0{,}5992645\cdot r^{14}}                |
| {\displaystyle 15}      | {\displaystyle V_{15}={\frac {256\cdot \pi ^{7}}{2027025}}\cdot r^{15}\simeq 0{,}38144328\cdot r^{15}}   |
| {\displaystyle 16}      | {\displaystyle V_{16}={\frac {\pi ^{8}}{40320}}\cdot r^{16}\simeq 0{,}23533063\cdot r^{16}}              |
| {\displaystyle 17}      | {\displaystyle V_{17}={\frac {512\cdot \pi ^{8}}{34459425}}\cdot r^{17}\simeq 0{,}140981107\cdot r^{17}} |
| {\displaystyle 18}      | {\displaystyle V_{18}={\frac {\pi ^{9}}{362880}}\cdot r^{18}\simeq 0{,}0821459\cdot r^{18}}              |
| {\displaystyle 19}      | {\displaystyle V_{19}={\frac {1024\cdot \pi ^{9}}{654729075}}\cdot r^{19}\simeq 0{,}0466216\cdot r^{19}} |
| {\displaystyle 20}      | {\displaystyle V_{20}={\frac {\pi ^{10}}{3628800}}\cdot r^{20}\simeq 0{,}02580689\cdot r^{20}}           |
| {\displaystyle 2m}      | {\displaystyle V_{2m}={\frac {\pi ^{m}}{m!}}\cdot r^{2m}}                                                |
| {\displaystyle 2m+1}    | {\displaystyle V_{2m+1}={\frac {2^{2m+1}\cdot m!\cdot \pi ^{m}}{(2m+1)!}}\cdot r^{2m+1}}                 |
| {\displaystyle \infty } | {\displaystyle \lim _{n\to \infty }{\frac {V_{n}}{r^{n}}}\ =0}                                           |